# Mimi Kennedy
Pour les articles homonymes, voir Kennedy.
Mimi Kennedy est une actrice et réalisatrice américaine née le 25 septembre 1949 à Rochester, New York (États-Unis).

## Filmographie

### comme Actrice
- 1977 : 3 Girls 3 (série télévisée)
- 1978 : Getting Married (TV) de Steven Hilliard Stern : Jenny
- 1979 : Stockard Channing in Just Friends (série télévisée) : Victoria Chasen
- 1981 : Thin Ice (TV) : Arlene
- 1981 : The Two of Us (série télévisée) : Nan Gallagher
- 1982 : I've Had It Up to Here (TV)
- 1984 : Popular Neurotics (TV)
- 1984 : Spencer (série télévisée) : Doris Winger
- 1985 : Robert Kennedy & His Times (feuilleton TV) : Pat Kennedy
- 1986 : The Mouse and the Motorcycle (TV) : Mrs. Gridley
- 1986 : Fantôme pour rire (TV) d'Oz Scott: Eloise Davis
- 1987 : Bride of Boogedy (TV) d'Oz Scott : Eloise Davis
- 1987 : Baby Girl Scott (TV) : Jane
- 1988 : Family Man (série télévisée) : Andrea Tobin
- 1989 : Le Ciel s'est trompé (Chances Are), d'Emile Ardolino : Sally
- 1989 : Immediate Family : la maman d'Eli
- 1990 : Pump Up the Volume d'Allan Moyle : Marla Hunter
- 1990 : A Promise to Keep (TV) : Annie
- 1991 : Sins of the Mother (TV) : Karen
- 1991 : Homefront (série télévisée) : Ruth Sloan (1991-1993)
- 1992 : La mort vous va si bien (Death Becomes Her) de Robert Zemeckis : une femme
- 1993 : Flashfire : Kate Cantrell
- 1993 : Joe's Life (série télévisée) : Barb
- 1996 : Reasons of the Heart : Celia Barron
- 1996 : Savannah ("Savannah") (série télévisée) : Eleanor Alexander Burton
- 1996 : Alliance interdite (Once You Meet a Stranger) (TV) de Tommy Lee Wallace : Connie
- 1997 : Mon copain Buddy (Buddy) : Mme Bunny Bowman
- 1997 : Dharma et Greg (série télévisée) : Abigail Kathleen 'Abby' O'Neil
- 2000 : Erin Brockovich, seule contre tous (Erin Brockovich) de Steven Soderbergh : Laura Ambrosino
- 2005 : Grey’s Anatomy (saison 2 ep.5) (TV) : Verna Bradley
- 2006 : Médium (saison 3 ep.16) (TV)  :
- 2008 : In the Loop d'Armando Iannucci : Karen Clark
- 2008 : Ghost Whisperer: Tracy Edmondson Saison 3 Episode 13
- 2009 : Le Noël des petites terreurs (The Three Gifts) (TV) de David S. Cass Sr. : Rita Green
- 2011 : Minuit à Paris (Midnight in Paris), de Woody Allen : Helen
- 2012 : Cinq ans de réflexion : Carol Solomon
- 2013 - 2021 : Mom (série télévisée) : Marjorie Armstrong
- 2020 : Eat Wheaties! de Scott Abramovitch

### comme Réalisatrice
- 1979 : Côte Ouest (série télévisée)